# Солнечный удар (фильм, 2014)
«Со́лнечный уда́р» — российский художественный фильм режиссёра Никиты Михалкова, снятый по мотивам двух произведений Ивана Бунина — рассказа «Солнечный удар» (1925) и дневников 1918—1920 годов «Окаянные дни».
Мировая премьера состоялась 3 октября 2014 года в Белграде (Сербия), в России премьера фильма прошла 4 октября, а в широкий прокат фильм вышел 9 октября. Телевизионная премьера состоялась 4 ноября на телеканале «Россия-1». В 2015 году на канале «Россия-1» планировалась премьера пятисерийной версии фильма, однако фактически она состоялась с 19 по 23 октября 2020 года на канале «Культура».
Фильм был выдвинут от России на премию «Оскар» в категории «Лучший фильм на иностранном языке», однако номинирован не был.

## Сюжет
Фильм о последних днях безымянного капитана разбитой армии Врангеля в фильтрационном лагере красных в ноябре 1920 года. Его периодически посещают видения давнего, мимолётного адюльтера, когда он был поручиком. Одновременно он задаётся вопросом: «Кто виноват в произошедшем с Россией?». Терзания прекращает только погрузка и капитана, и всех военнопленных лагеря на баржу под предлогом транспортировки до Очакова. После погрузки красные, отбуксировав старое судно на глубину, топят его.

## В ролях
| Актёр               | Роль                |
| ------------------- | ------------------- |
| Мартиньш Калита     | поручик             |
| Виктория Соловьёва  | незнакомка          |
| Сергей Карпов       | Егорий              |
| Анастасия Имамова   | Татьяна             |
| Сергей Серов        | батюшка             |
| Ксения Попович      | Оля                 |
| Андрей Попович      | Петя                |
| Александр Устюгов   | морской офицер      |
| Виталий Кищенко     | ротмистр            |
| Денис Васильев      | студент             |
| Александр Адабашьян | фотограф            |
| Эдуард Артемьев     | ассистент фотографа |
| Максим Битюков      | Тригорин            |
| Мириам Сехон        | Розалия Землячка    |

| Актёр                | Роль              |
| -------------------- | ----------------- |
| Сергей Бачурский     | Бела Кун          |
| Кристина Кириллова   | Лизонька          |
| Алексей Дякин        | Георгий Сергеевич |
| Нина Сизова          | Наденька          |
| Авангард Леонтьев    | факир             |
| Иван Оранский        | арапчонок         |
| Милош Бикович        | Кока              |
| Денис Васильев       | студент           |
| Кирилл Болтаев       | есаул             |
| Алёна Спивак-Бычкова | дама на корабле   |
| Олег Граф            | офицер            |
| Александр Мичков     | юнкер             |
| Сергей Комаров       | поручик           |
| Дмитрий Богаченко    | капитан           |

| Актёр             | Роль                 |
| ----------------- | -------------------- |
| Максим Спивак     | донской казак        |
| Николай Алексеев  | чекист               |
| Владимир Алфёров  | пленный белогвардеец |
| Александр Обласов | стюард               |
| Александр Борисов | матрос               |
| Наталья Суркова   | хозяйка гостиницы    |
| Анна Воркуева     | горничная            |
| Александр Половец | чекист               |
| Николай Бушанский | казак                |
| Анастасия Исакова | пассажирка           |
| Владимир Юматов   | полковник            |
| Дарья Белоусова   | телеграфистка        |
| Илья Кипоренко    | студент              |

## История создания, подбор актёров и съёмки
Идея снять фильм по мотивам прозы Ивана Бунина пришла к режиссёру давно; ещё в 2013 году он уточнял: «Более 37 лет назад, когда Бунин был просто запрещён». Но к реализации своей задумки Никита Михалков смог приступить только в 2010 году.
Тогда к работе над сценарием своего нового фильма Н. С. Михалков пригласил Владимира Моисеенко. Через некоторое время работа над сценарием была прервана в связи с трагическим уходом Владимира Николаевича из жизни. Лишь спустя время Никита Михалков продолжил написание сценария, в качестве соавтора пригласив своего давнего друга и коллегу Александра Адабашьяна. В постпремьерном интервью Н. Михалков рассказал, что 11 раз переписал «от руки» бунинский текст, чтобы понять технику писательского словосложения:

Я прошёл огромный путь. На протяжении 30 лет я так или иначе возвращался к идее снять фильм по мотивам «Солнечного удара». «Солнечный удар» — это не просто обыденная любовная история. «Солнечный удар» — это провидение, магия, нечто неосязаемое и неуловимое, понятное лишь двоим. Одиннадцать раз я переписывал рассказ от руки — пытаясь погрузиться в его энергетику, поймать неуловимую ауру языка. Но приблизиться к таинству этого небольшого рассказа, понять его атмосферу можно, лишь пытаясь понять самого Бунина. Поэтому я вновь и вновь стал перечитывать произведения Ивана Алексеевича. И в какой-то момент понял, что хочу показать в фильме разного Бунина, контрастного, узнаваемого и абсолютно незнакомого. Так появилась идея соединить «Солнечный удар» и «Окаянные дни», где судьба главных героев красной нитью вплетается в жизнь и гибель великой России, русского мира

### Подбор актёров
На главные роли Никита Михалков пригласил не «звёздных» актёров, завоевавших профессиональное признание и общественную любовь, а молодых людей, которые только делали первые шаги в актёрской профессии.
Поручика играет латвийский артист Мартиньш Калита (дублирует Евгений Миронов), а «незнакомку» — выпускница ВТУ им. Щепкина Виктория Соловьёва. Эпизодические роли в «Солнечном ударе» исполняют соавтор режиссёра по сценарию Александр Адабашьян и композитор Эдуард Артемьев, написавший музыку к картине.

### Места съёмок
Натурные съёмки проводились в Павлове-на-Оке, Гороховце и Одессе.
Они начались летом 2012 года в городе Гороховце Владимирской области, где была воссоздана атмосфера и быт уездного города начала XX века, а также в Павлове. Позже съёмки продолжились в Одессе, где была отснята часть картины, повествующая о событиях 1918—1920-х годов, описанных в дневниках «Окаянные дни».
Съёмки сцен на пароходе проходили в Швейцарии, на Женевском озере. Только здесь удалось найти действующие колёсные пароходы, которые были необходимы для съёмок и воссоздания оживлённого пароходного движения, существовавшего в России в начале XX века. Павильонные съёмки велись на киностудии «Мосфильм». В одном из павильонов был построен трюм баржи, где снимались финальные сцены картины с главным героем и массовкой около 450 человек.
Съёмка картины осуществлялась на цифровой носитель с пяти камер: две снимали общие планы, три — детали.

### Съёмочная группа
Оператор фильма — Владислав Опельянц, для которого «Солнечный удар» стал четвёртым проектом с Никитой Михалковым. Монтаж картины помогал осуществлять Мича Заец, монтажёр ряда фильмов Эмира Кустурицы.

## Музыка
В холле парохода незнакомка исполняет за роялем арию Далилы «Mon coeur s’ouvre à ta voix» из оперы Камиля Сен-Санса «Самсон и Далила» (Samson et Dalila). Эту же мелодию герои насвистывают по дороге от пристани в гостиницу.
Песня «Не для меня» исполнена самим Михалковым с Государственным академическим Кубанским казачьим хором под руководством Анатолия Арефьева.

## Реакция на фильм и рецензии
- «Московский комсомолец» назвал ленту одним «из самых обсуждаемых кинособытий года»[10].
- «Независимая газета» признала, что работа режиссёра вызвала «серьёзную дискуссию в обществе»[11].
- Н. Михалков предлагал свой фильм отборочной комиссии Венецианского кинофестиваля, но не получил от них ответа[12].
- «Московская правда» отметила[13]:

Это приговор эпохе. Одна беда — режиссёр, в силу внутренней сложности, насытил свою ленту аллюзиями до такой степени, что неподготовленный зритель рискует в очередной раз отправиться в глубокий нокаут. Ведь он не найдёт в ленте ни любви в традиционном понимании, ни Бунина в школьной интерпретации, ни чётко очерченного жанра, ни обещанной публицистической морали. Михалков — это особый вид искусства
- В журнале «GQ» заявили, что фильм стремится быть «русской Библией»[14].
- На кинопортале "Film.ru оценили фильм на 3/5, заключив, что в фильме множество лишних персонажей, крадущих экранное время у главных героев[15].
- Интернет-сайт «The Village» указал[16]:

У российских блокбастеров последних лет, от «Адмирала» и «Легенды № 17» до «Сталинграда» и «Поддубного», есть одна неплохая черта — все они с переменным успехом пытаются создать некий миф о России и её героях. Условный школьник после сеанса должен загуглить биографию хоккеиста Харламова или адмирала Колчака — на это тратятся космические деньги, и порой оправданно. Проблема «Солнечного удара» в том, что представить школьника, открывшего Бунина после похода в кино, невозможно: в каждой сцене режиссёр смотрится в зеркало и цитирует исключительно сам себя.
- «Газета.Ру» нарекла фильм «Русской историей глазами Никиты Михалкова»[17].
- Кинокритик Антон Долин написал[18]:

1. «Солнечный удар» — лучший фильм Михалкова со времён первых «Утомлённых солнцем».
2. Он стал бы лучше в десять раз, если бы его сократили всего лишь в два.
3. Нет суперзвёзд в роли каждого «кушать подано» и нет среди актёров самого Михалкова: это правильно.
4. Одна из худших за всю историю кино эротических сцен. В «Голом пистолете» на таком поставили крест 25 лет назад. И вот опять.
5. Но есть много других, очень хороших, сцен.
6. Если у художника есть свой стиль и язык (у Михалкова они есть), то он к старости имеет полное право на самоповторы и самоцитаты.
7. Восклицания о «трёх часах пустоты» и «о чём всё это?» говорят об элементарной неспособности к анализу, извините. Суть фильма проста и прозрачна, она формулируется в двух словах: русский «Титаник». История мимолетной любви на корабле и кораблекрушение в финале, означающее всемирный потоп, конец света и наказание за грехи. Цельная внятная структура и мысль, с которой трудно поспорить.

## Кассовые сборы
Фильм не окупил свой бюджет, собрав за первый месяц проката полтора миллиона долларов (при бюджете в двадцать пять миллионов). Фильм продолжал прокат на большом экране даже после телепремьеры.
По данным исследовательской группы TNS, доля россиян, посмотревших «Солнечный удар» 4 ноября, превысила 15 %, подняв ленту на вторую позицию совокупного рейтинга. Для сравнения, самое популярное шоу «Первого канала» «Голос» в тот же день собрало чуть более 20 %.

## Награды и номинации
| Год  | Премия       | Категория                                                                 | Номинант                          | Результат      |
| ---- | ------------ | ------------------------------------------------------------------------- | --------------------------------- | -------------- |
| 2015 |              | Претендент на премию Оскар за лучший фильм на иностранном языке от России | Фильм                             | Не номинирован |
| 2015 | Золотой орёл | Лучший игровой фильм                                                      | Леонид Верещагин, Никита Михалков | Победа         |
| 2015 | Золотой орёл | Лучшая режиссёрская работа                                                | Никита Михалков                   | Номинация      |
| 2015 | Золотой орёл | Лучшая операторская работа                                                | Владислав Опельянц                | Победа         |
| 2015 | Золотой орёл | Лучшая работа художника-постановщика                                      | Валентин Гидулянов                | Победа         |
| 2015 | Золотой орёл | Лучшая работа художника-постановщика                                      | Сергей Стручев                    | Победа         |
| 2015 | Золотой орёл | Лучшая музыка к фильму                                                    | Эдуард Артемьев                   | Победа         |